# Champ-Laurent
Champ-Laurent is een gemeente in het Franse departement Savoie (regio Auvergne-Rhône-Alpes) en telt 31 inwoners (2009). De plaats maakt deel uit van het arrondissement Chambéry.

## Geografie
De oppervlakte van Champ-Laurent bedraagt 5,2 km², de bevolkingsdichtheid is dus 6 inwoners per km².
De onderstaande kaart toont de ligging van Champ-Laurent met de belangrijkste infrastructuur en aangrenzende gemeenten.

## Demografie
Onderstaande figuur toont het verloop van het inwonertal (bron: INSEE-tellingen).

1. ↑  Populations de référence 2022.